# Carcinomastax
Carcinomastax is een geslacht van rechtvleugeligen uit de familie Euschmidtiidae. De wetenschappelijke naam van dit geslacht is voor het eerst geldig gepubliceerd in 1945 door Rehn & Rehn.

## Soorten
Het geslacht Carcinomastax omvat de volgende soorten:
- Carcinomastax acutissima Descamps, 1964
- Carcinomastax minima Descamps, 1964
- Carcinomastax moralesi Descamps, 1971
- Carcinomastax nigrivalva Descamps, 1964
- Carcinomastax portentosa Rehn & Rehn, 1945
- Carcinomastax quadrispinosa Descamps, 1964
- Carcinomastax seyrigi Descamps, 1964